# Analogue Bubblebath 4
Analogue Bubblebath 4, так же Analogue Bubblebath IV  - мини-альбом британского электронного музыканта Ричарда Дэвида Джеймса, выпущенный под псевдонимом AFX в августе 1994 года на Rephlex Records. Релиз является четвёртым EP в серии Analogue Bubblebath и вторым релизом Ричарда под псевдонимом AFX
Все треки с альбома,кроме Cuckoo, не имеют названия.Пятый трек переиздания на CD представляет собой сильно модулированный фрагмент пресс-конференции с Ивелом Книвелом , которая состоялась после инцидента в каньоне Снейк-Ривер. Однако все треки, кроме бонусной песни с переиздания, имеют своё предположительное имя на сайте xltronic.

## Критический приём
Сайт Allmusic оценил альбом на 2,5 звезды из 5 возможных
Сайт IndustrialReviews оценил альбом на 2 из 5 звезды,сказав про альбом следующее: "Последний официальный релиз из серии "Analogue Bubblebath" не отличается чем-то особенным или примечательным. Всё то же техно, не утомляющее, качественное, однако не вызывающее ускоренного биения пульса и предвосхищения ХИТА. Мелодии проскальзывают мимо памяти, и через час уже и не вспомнить, как именно они звучали. Из всего релиза можно выделить первые два трека: в "Elephant Song" забавно слушается сэмпл чего-то, что судя по названию можно принять за вскрик слона; "Cuckoo" отличается недурной мелодией, и место этому треку скорее среди музыки на "Selected Ambient Works 85-92" (однако этот последний альбом всё же выше классом). Итак, это ещё один сингл, с которым неплохо ознакомиться, но вряд ли его можно оценить выше, чем "коллекционный экземпляр" продукции плодовитого в прошлом Ричарда Джеймса (Richard D. James)..."

## Трек лист
| №                   | Название            | Предположительное имя | Длительность |
| ------------------- | ------------------- | --------------------- | ------------ |
| 1.                  | «без имени»         | elephant song         | 6:22         |
| 2.                  | «Cuckoo»            |                       | 5:08         |
| 3.                  | «без имени»         | gibbon                | 6:04         |
| 4.                  | «без имени»         | sloth                 | 8:21         |
| Общая длительность: | Общая длительность: | Общая длительность:   | 26:22        |

| №                   | Название            | Длительность |
| ------------------- | ------------------- | ------------ |
| 1.                  | «без имени»         | 6:22         |
| 2.                  | «Cuckoo»            | 5:08         |
| 3.                  | «без имени»         | 6:04         |
| 4.                  | «без имени»         | 8:21         |
| 5.                  | «без имени»         | 0:27         |
| Общая длительность: | Общая длительность: | 26:22        |